# Heinrich Reffle von Richtenberg
Heinrich VII Reffle von Richtenberg (ur. ok. 1415 w Szwabii, zm. 20 lutego 1477 w Królewcu) – 33-ci wielki mistrz zakonu krzyżackiego w latach 1470–1477.

## Życiorys
Miał pochodzić z rodu ministeriałów klasztoru w Reichenau. Po wstąpieniu do zakonu krzyżackiego przez długi czas nie odgrywał żadnej znaczącej roli. Od 1446 był kompanem komtura ostródzkiego, a od 1448 kompanem wielkiego mistrza Konrada von Erlichshausena. W 1452 uzyskał urząd rybicki w Pucku.
Funkcję wielkiego komtura otrzymał po zakończeniu wojny trzynastoletniej około 1467. Wtedy wszedł również do elity zakonnej i mógł brać udział w życiu politycznym zakonu. Po śmierci Henryka Reuss von Plauena przyszło mu pełnić  namiestnictwo nad zakonem. Podobnie jak jego poprzednik zwlekał ze zwołaniem kapituły generalnej. Ultimatum królewskie zmusiło go jednak do zwołania elekcji wielkiego mistrza. 20 września 1470 wybrany na zwierzchnika zakonu krzyżackiego jednogłośnie, Henryk Reffle von Richtenberg udał się złożyć hołd lenny królowi polskiemu. Do spotkania z Kazimierzem IV Jagiellończykiem doszło 20 listopada 1470 na sejmie w Piotrkowie. Po uroczystościach hołdu von Richtenberg wrócił do Prus. Od początku urzędowania najbardziej naglącą sprawą dla wielkiego mistrza stały się długi zakonu. Drugim problemem były bunty nieopłacanych wojsk najemnych, które plądrowały wsie i miasta. Heinrichowi von Richtenbergowi przyszło wprowadzić politykę zaciskania pasa.
Przez całe panowanie wielki mistrz skłócony był z biskupami pruskimi, którym wchodził w kompetencje administracyjne. Wtrącając się w politykę króla polskiego odnośnie do obsady wakujących biskupstw: pomezańskiego i warmińskiego wszedł w nim w ostry konflikt, którego kulminacją była zbrojna wyprawa krzyżacka na Warmię w 1472 roku.
Chcąc uwolnić się od zależności od Korony Polskiej rozpoczął pertraktacje z królem Węgier Maciejem Korwinem (Matthias Corvinus) w celu złożenia hołdu i oddania mu pod opiekę zakonu krzyżackiego.
Zmarł 20 lutego 1477 w Królewcu. Pochowany został w miejscowej katedrze.